# 日本歯科麻酔学会
一般社団法人日本歯科麻酔学会（にほんしかますいがっかい、Japanese Dental Society Of Anesthesiology;JDSA）とは、歯科麻酔学を中心とした学問を取り扱う専門学術団体の一つである。日本歯科医学会の専門分科会。

## 概要
歯科麻酔研究会を前身とし、1973年に設立された。2023年9月30日現在会員数は2,903名。2024年現在理事長は宮脇卓也。

## 総会
- 年1回
- 2025年の総会・学術集会はカクイックス交流センター（鹿児島県鹿児島市）にて、10月10日～12日に開催[4]される。

## 本部事務局
- 〒170-0003　東京都豊島区駒込1-43-9 駒込TSビル4F 財団法人口腔保健協会内

## 学会誌
- 『日本歯科麻酔学会雑誌』年5回発刊 ISSN 0386-5835 全国書誌番号:00027398

## 専門認定
- 歯科医師
  - 日本歯科麻酔学会歯科麻酔登録医　2022年8月現在 48名[3][5]
  - 日本歯科麻酔学会歯科麻酔認定医　2022年8月現在 1410名[3][6]
  - 日本歯科麻酔学会歯科麻酔専門医　2022年8月現在 353名[3][7]
  - 日本歯科麻酔学会歯科麻酔指導医　2022年現在 32名[8]
- 歯科衛生士
  - 日本歯科麻酔学会認定歯科衛生士　2022年8月現在 137名[3][9]

## 大会等
- 1973年より開催されている。[10]

| 年     | 月日               | 名称                                 | 会長       | 会場                                            | テーマ                                                      | 参加者数 | 備考                                                               |
| ------ | ------------------ | ------------------------------------ | ---------- | ----------------------------------------------- | ----------------------------------------------------------- | -------- | ------------------------------------------------------------------ |
| 2008年 | 10月8日～10日      | 第36回日本歯科麻酔学会総会・学術集会 | 丹羽均     | 大阪大学コンベンションセンター                  |                                                             |          |                                                                    |
| 2009年 | 10月8日～10日      | 第37回日本歯科麻酔学会総会・学術集会 | 原田純     | 名古屋国際会議場                                | 質の高い歯科医療に求められる 歯科麻酔医の役割と責任を考える |          |                                                                    |
| 2010年 | 10月7日～9日       | 第38回日本歯科麻酔学会総会・学術集会 | 吉田和市   | 横須賀芸術劇場 産業交流プラザ                   | 広げよう歯科麻酔医の活躍の場                                |          |                                                                    |
| 2011年 | 10月7日～9日       | 第39回日本歯科麻酔学会総会・学術集会 | 小谷順一郎 | 神戸国際会議場                                  | 領域をこえて                                                |          | 同時開催第16回日本口腔顔面痛学会                                   |
| 2012年 | 10月4日～6日       | 第40回日本歯科麻酔学会総会・学術集会 | 谷口省吾   | アクロス福岡                                    | 歯科麻酔の質の向上をめざす                                  |          |                                                                    |
| 2013年 | 10月2日～4日       | 第41回日本歯科麻酔学会総会・学術集会 | 長坂浩     | 新横浜国際ホテル                                | 社会のニーズに応える歯科麻酔学の進歩                        |          | [ 11 ]                                                             |
| 2014年 | 10月10日～12日     | 第42回日本歯科麻酔学会総会・学術集会 | 佐野公人   | 日本歯科大学新潟生命歯学部                      | 歯科麻酔を検証する                                          |          | 第7回亜細亜歯科麻酔学会連合 学術大会併催                           |
| 2015年 | 10月30日～11月1日  | 第43回日本歯科麻酔学会総会・学術集会 | 深山治久   | 学術総合センター                                | 歯科治療の安全・安心を目指す                                |          | [ 13 ]                                                             |
| 2016年 | 10月28日～30日     | 第44回日本歯科麻酔学会総会・学術集会 | 三浦美英   | 札幌コンベンションセンター 札幌産業振興センター | 歯科麻酔の未来を考える                                      |          | [ 14 ]                                                             |
| 2017年 | 10月13日～15日     | 第45回日本歯科麻酔学会総会・学術集会 | 澁谷徹     | まつもと市民芸術館                              | より安全で質の高い麻酔管理を目指して                        |          | [ 15 ]                                                             |
| 2018年 | 10月5日～7日       | 第46回日本歯科麻酔学会総会・学術集会 | 砂田勝久   | 奈良春日野国際フォーラム甍                      | 歯科麻酔：すべては患者さんのために                          |          | 第15回国際歯科麻酔学会議 第11回アジア歯科麻酔学会連合学術大会 併催 |
| 2019年 | 10月25日～27日     | 第47回日本歯科麻酔学会総会・学術集会 | 宮脇卓也   | 岡山コンベンションセンター                      | 研究が導く患者中心の歯科麻酔                                |          | [ 17 ]                                                             |
| 2020年 | 10月1日～31日      | 第48回日本歯科麻酔学会総会・学術集会 | 北畑洋     | オンライン                                      | 明日につなぐ歯科麻酔学－フロンティアを目指して－            |          | [ 18 ]                                                             |
| 2021年 | 10月9日～11月21日  | 第49回日本歯科麻酔学会総会・学術集会 | 藤澤俊明   | オンライン                                      | 歯科麻酔臨床における両輪～エビデンスと匠の技～              |          | [ 19 ]                                                             |
| 2022年 | 10月27日～10月29日 | 第50回日本歯科麻酔学会総会・学術集会 | 飯島毅彦   | 昭和大学上条記念館                              | 歯科麻酔専門医の活動の場を広げよう                          |          | [ 20 ]                                                             |
| 2023年 | 10月6日～10月8日   | 第51回日本歯科麻酔学会総会・学術集会 | 鮎瀬卓郎   | 出島メッセ長崎                                  | 次の50年へ ～共感と信頼～                                   |          | 第14回FADAS（アジア歯科麻酔学会連合）学術大会併催                  |
| 2024年 | 10月25日～10月27日 | 第52回日本歯科麻酔学会総会・学術集会 | 瀬尾憲司   | 朱鷺メッセ                                      | 笑顔を支える歯科学                                          |          | [ 22 ]                                                             |

## 加盟団体
- 日本歯科医学会
- 日本歯科医学会連合
- 日本蘇生協議会
- 日本歯学系学会協議会

## 関係団体
- 国際歯科麻酔学会議
- アジア歯科麻酔学会連合
- 日本臨床麻酔学会／日本麻酔科学会

## 関連事項
- 歯学／歯科
- 歯科麻酔学／口腔外科学／生理学
- 学会の一覧／研究会